# Antonio Gil y Zárate

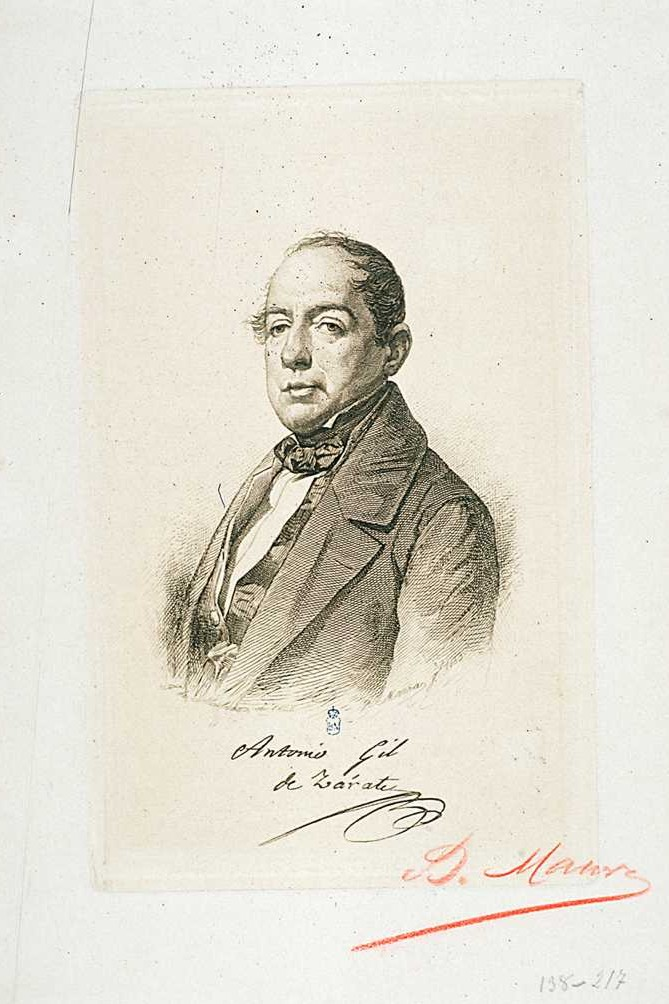
Antonio Gil y Zárate

Antonio Gil y Zárate, född 1793, död 1861, var en spansk kritiker och dramatiker.
Gil y Zárate utgav ett dussintal dramer. Övermodig av framgången bjöd han publiken på hastverket Carlos II el hechizado ("Den förhäxade Carlos II"), som väckte mindre beundran än ovilja, vilken han senare besvor genom det mera omsorgsfullt utarbetade verket Guzman el Bueno. Hans ofta omtryckta spanska litteraturhistoria har ansetts tämligen okritisk.